# Eudes
Eudes Lacerda Medeiros, mais conhecido como Eudes (Lorena, 4 de agosto de 1955), é um ex-futebolista brasileiro. Jogou nas Olimpíadas de 1976 com a seleção brasileira.

## Portuguesa
Destaque da várzea de Lorena o meia-atacante foi para São Paulo disputar o Desafio ao Galo e Eudes atraiu a atenção de Julinho Botelho então técnico da base da Portuguesa. 
Em 1973 foi campeão Paulista juvenil pela Portuguesa. Iniciou a sua trajetória no time principal da Lusa em 1974. O seu primeiro gol pela Portuguesa aconteceu na goleada por 5 a 0 no São Bento de Sorocaba (28/19/1974, Portuguesa 5–0 São Bento, Campeonato Paulista).
Em 1975 foi vice campeão paulista. Em 1976 marcou dois gols no jogo que garantiu o título da Taça Governador de São Paulo de 1976 (19/02/1976, Portuguesa 4–0 Guarani).
Jogou no clube entre 1974 e 1980, disputando 185 jogos e 14 gols. 

## Outros clubes
Após sair da Portuguesa, Eudes foi contratado pelo Comercial de Ribeirão Preto para a temporada de 1980. Em 1981 foi jogar no Cruzeiro. No time mineiro foi campeão da Taça Minas Gerais de 1982[carece de fontes?] e marcou 25 gols com a camisa celeste.
Depois de sair do Cruzeiro jogou no Operário-MS, na Inter de Limeira, no Colorado, no Noroeste , no Rio Branco de America e encerrou a carreira no Guaratinguetá. 

## Seleção brasileira
Entre 1974 e 1976 foi convocado várias vezes para a seleção brasileira de base. Foi campeão do Campeonato Sul-Americano de Futebol Sub-19 de 1974 e medalha de ouro dos Jogos Pan-Americanos de 1975.
No Pan de 1975, participou da goleada de 14–0 sobre a Nicarágua, na primeira fase. Na final após empate de um gol com o México, na prorrogação, foi decidido dividir a medalha de ouro. A FIFA posteriormente cassou a medalha de ouro de ambos.
Em 1976 disputou o Torneio Internacional de Touloun, na França e os Jogos Olímpicos de 1976.
Nas Olimpíadas de 1976, fez parte da melhor campanha da seleção até então, alcançando o quarto lugar. Eudes participou de três partidas incluindo a semifinal contra a Polônia e a disputa da medalha de bronze contra a União Soviética.

## Aposentadoria
Após a aposentadoria do futebol, tornou-se educador físico em sua cidade natal.

## Títulos
Portuguesa
- Taça Governador do Estado de São Paulo 1976

Cruzeiro
- Taça Minas Gerais 1982

Seleção brasileira
- Campeonato Sul-Americano de Futebol Sub-19 de 1974
- Jogos Pan-Americanos de 1975